# Mexická národní autonomní univerzita
Mexická národní autonomní univerzita (španělsky Universidad Nacional Autónoma de México, zkratka UNAM) je mexická veřejná univerzita, největší vysoká škola v zemi i v Latinské Americe. Sídlí v hlavním městě. V žebříčcích se řadí mezi 20 nejlepších latinskoamerických univerzit. Byla založena roku 1551 pod názvem Real y Pontificia Universidad de México v roce 1551, a je tedy také nejstarší univerzitou na americkém kontinentě.
Na UNAM studovalo několik nositelů Nobelovy ceny, například básník Octavio Paz. Od 2. poloviny 20. století je také střediskem sociálních hnutí.
Rozsáhlý modernistický Univerzitní kampus Mexické národní autonomní univerzity je zapsán na seznam světového dědictví UNESCO.